# Krigsåret 1944

## Pågående krig
- Andra sino-japanska kriget (1937-1945)
  - Japan på ena sidan
  - Kina på andra sidan

- Andra världskriget (1939-1945)[1]
  - Tyskland, Italien och Japan på ena sidan
  - Storbritannien och Frankrike, Sovjetunionen och USA på andra sidan

## Händelser
- 27 april - Tyskland attackerar den allierade landstigningsövningen Exercise Tiger.
- 19 maj - Polska trupper avslutar slaget om Monte Cassino.
- 6 juni - De allierade staternas styrkor genomför Dagen D-invasionen.
- 9 juni - Sovjetunionen inleder en storoffensiv mot Finland.
- 22 juni - Sovjetunionen inleder Operation Bagration.
- 9 juli - Finsk seger i slaget vid Tali-Ihantala.
- 20 juli - von Stauffenberg genomför det misslyckade 20 juli-attentatet mot Hitler.
- 1 augusti - Början av Warszawaupproret 1944.
- 15 augusti - De allierade invaderar franska rivieran i Operation Dragoon.
- 4 september - vapenvila mellan Finland och Sovjetunionen
- 15 september - Tyskarna försöker erövra Hogland i Operation Tanne Ost.
- 15 september - Amerikanska 1:a Marinkårsdivision och 81:a infanteridivision går iland på ön Peleliu.
- 19 september - Finland och Sovjetunionen undertecknar Mellanfreden i Moskva.
- 19 september - Slaget om Hürtgenskogen inleds
- 25 september - Wehrmacht återtar Rhenbron vid Arnhem; slut på Operation Market Garden.
- 1 november - Lapplandskriget inleds.
- 16 december - Tyskland börjar motoffensiven i Ardennerna.

### Fotnoter
1. ↑  ”World Statesmen”. http://www.worldstatesmen.org/WARS.html. Läst 28 juni 2011.